# Инкауаси (гора)
Инкауаси (исп. Incahuasi) — вулкан в провинции Катамарка, на северо-западе страны Аргентина.
Он расположен на востоке пустыни Атакама.
Этот вулкан имеет две крупных вершины. Вулкан имеет кальдеру шириной 3,5 километра. Четыре пирокластических конуса расположены в 7 километрах к северо-востоку.